# Jean Vinatier (homme politique)
Pour les articles homonymes, voir Jean Vinatier.
Jean Vinatier est un homme politique français né le 23 février 1909 à Seilhac dans le département de la Corrèze, où il est mort le 7 mars 1982. 

## Ancien mandat national
Le 23 septembre 1971, il devient député de la première circonscription de la Corrèze, en remplacement de Jean Montalat, décédé la veille.
Son mandat a cessé le 1er avril 1973, à la fin de la IVe législature.